# Problemformuleringsprivilegium
Problemformuleringsprivilegiet är makten att sätta dagordningen i offentlig debatt. Problem formuleras och definieras ur en parts synpunkt och därmed kommer lösningarna på dessa problem att vara givna, till fördel för den som äger detta privilegium.
Begreppet lanserades första gången 1980 i en essä av författaren och filosofen Lars Gustafsson. En av källorna till detta begrepp är, menar Gustafsson, den italienske marxisten Antonio Gramsci och dennes teori om kulturell hegemoni. Begreppet har inte vunnit genomslag utanför svensk litteratur, men den engelska översättningen "privilege of formulating the problem" har föreslagits av docenten i skandinavistik Mary Hilson. Ett närliggande begrepp i internationell forskning är så kallad "inramning" eller "framing".  

## Bakgrund
I essän från 1980 ställer Gustafsson upp hypotesen att om det offentliga ger ekonomiskt stöd till exempelvis massmedia och kulturella aktiviteter kommer det att skapa institutioner som endast kan överleva med offentligt ekonomiskt stöd. Gustafsson ställer frågan om det inte är så att den press och det kulturliv som inte skulle klara sig på en öppen marknad inte genom själva det offentliga stödet förändras.
Genom ekonomiskt stöd till svensk lyrik har svenska lyriker kunnat publicera sig som annars inte hade fått chansen. Stödet innebär också att svenska lyriker har blivit mer oberoende av dem som läser lyrik. Detta i sig undergräver en nödvändig återkoppling mellan avsändare och mottagare. Gustafsson ställer frågan om lyrikstödet har inneburit att författarna istället blivit mer beroende av någon annan, till exempel den myndighet som ansvarar för lyrikstödet.
Gustafsson introducerar därefter två begrepp:
Informationsprivilegiet är rätten att bestämma vem som ska ha tillgång till fakta i ett samhälle, deras mängd, deras innehåll och hur väsentliga de är. I exempelvis 1970-talets Kina låg detta privilegium i princip hos statsmakten. Å andra sidan finns det i ett demokratiskt samhälle en åtminstone principiell möjlighet att hitta information mot myndigheternas vilja (eller åtminstone utan deras aktiva motstånd). I ett land som Sverige kan det finnas konflikter mellan å ena sidan intresset av att informera medborgarna om vad statsmakten sysslar med och å andra sidan statsmaktens intresse av att skydda information som man uppfattar som känslig. Gustafsson exemplifierar med IB-affären från 1973.
Gustafsson menar att det är troligt att om den offentliga sektorn får alltför stort inflytande över kulturlivet kommer detta att gynna amatörism, "kultur som hobby, som terapeutisk, samhällsstödd aktivitet, "AMS-kultur"".
Problemformuleringsprivilegiet är rätten att definiera vad som är ett problem. Genom rätten att definiera kommer också rätten att peka på hur problemet ska lösas. Om man vill besöka en populär grekisk restaurang men finner att det inte finns plats kan man å ena sidan hävda att restaurangen har för många gäster. Ett annat sätt att formulera problemet är dock att hävda att restaurangen har för få bord. Det som har problemformuleringsprivilegiet kan hävda att Sverige har för många arbetslösa men ett alternativ är att istället hävda att Sverige har för få arbetsplatser.

## Begreppets användning
Begreppet problemformuleringsprivilegiet brukar ofta användas för att påstå att i den offentliga debatten i Sverige har det socialdemokratiska partiet ofta haft detta privilegium. 
Begreppet kan också användas för att påpeka hur läsare och tittare påverkas omedvetet av hur ett problem framställs. Journalisten Peter Kadhammar använder begreppet när han i en artikel påpekar att Dagens Eko juldagen 2001 påstod att den kraftiga vinden i kombination med blötsnö ledde till att tusentals elkunder blev utan elektricitet. Genom detta ordval kan man, menar Kadhammar, dölja att det är elbolagen som misslyckats med att ordna en säker elförsörjning. Kadhammar menar att massmedia ofta okritiskt tar formuleringar från officiella pressmeddelanden och sprider dessa vidare.